# 波索夫
波索夫（土耳其語：Posof）是土耳其阿尔达汉省下辖的一个区，位于土耳其东北端，在省会阿尔达汉以北75公里，临近与格鲁吉亚的边界。波索夫以当地手工艺品，尤以银制腰带和刀著名。

## 地理
波索夫地处山区，临近乔鲁赫河的发源地，区内大部分地方被松树林覆盖。
波索夫区下辖49个村。

## 历史
波索夫历经伊比利亚、格鲁吉亚王国、萨姆茨赫公国、奥斯曼帝国、俄罗斯帝国和格鲁吉亚民主共和国的统治。1921年卡尔斯条约签署后，波索夫并入土耳其共和国。
中世纪时期，波索夫一带是萨姆茨赫公国的势力范围。11世纪时曾经被塞尔柱王朝占领。
在土耳其独立战争时期，波索夫处于格鲁吉亚民主共和国的控制之下，但随着苏俄红军入侵格鲁吉亚，卡尔斯条约签署，波索夫成为土耳其共和国的领土。
如今的波索夫经济发展欠佳，许多居民外出打工。本地的主要收入来源之一是养蜂。